# Pat Garrett & Billy the Kid (album)
| Recensione    | Giudizio |
| ------------- | -------- |
| AllMusic      |          |
| Rolling Stone |          |

Pat Garrett & Billy the Kid è un album di Bob Dylan del 1973.
È la colonna sonora del film Pat Garrett & Billy the Kid.

## Tracce
Lato A
Testi e musiche di Bob Dylan.
1. Main Title Theme (Billy) (strumentale) – 6:07
2. Cantina Theme (Workin' for the Law) (strumentale) – 2:57
3. Billy 1 – 3:57
4. Bunkhouse Theme (strumentale) – 2:17
5. River Theme – 1:30

Durata totale: 16:48
Lato B
Testi e musiche di Bob Dylan.
1. Turkey Chase (strumentale) – 3:34
2. Knockin' on Heaven's Door – 2:32
3. Final Theme (strumentale) – 5:23
4. Billy 4 – 5:04
5. Billy 7 – 2:10

Durata totale: 18:43